# Vanair

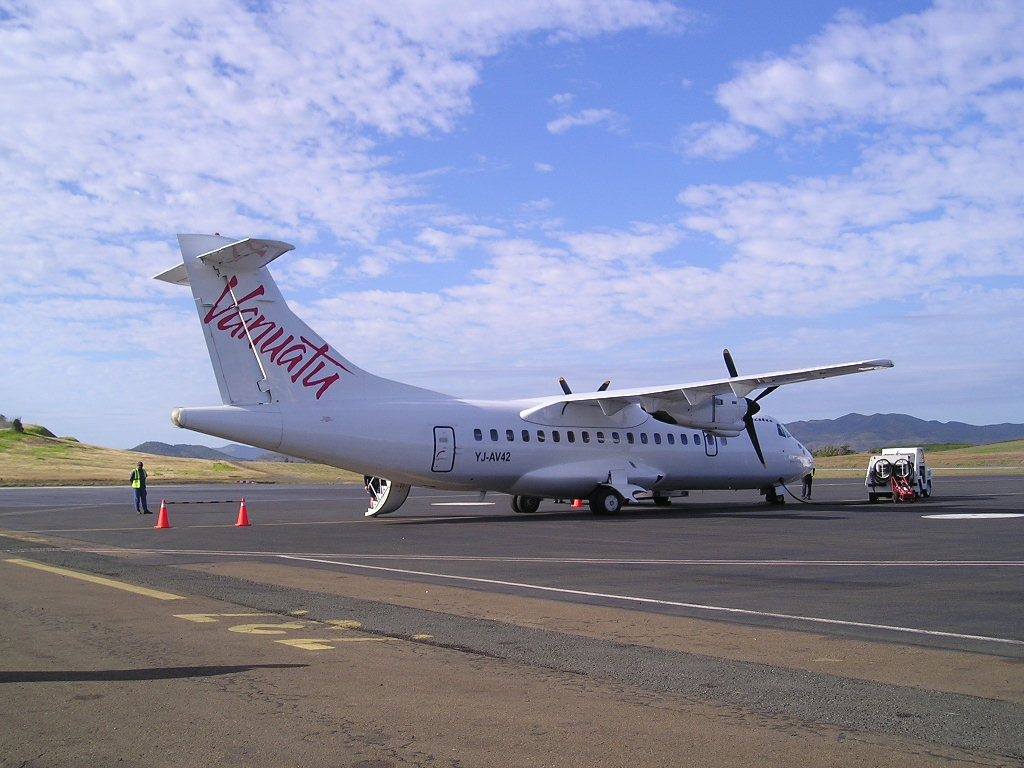
ATR-42-320 de Vanair à l'aéroport international de Port Vila

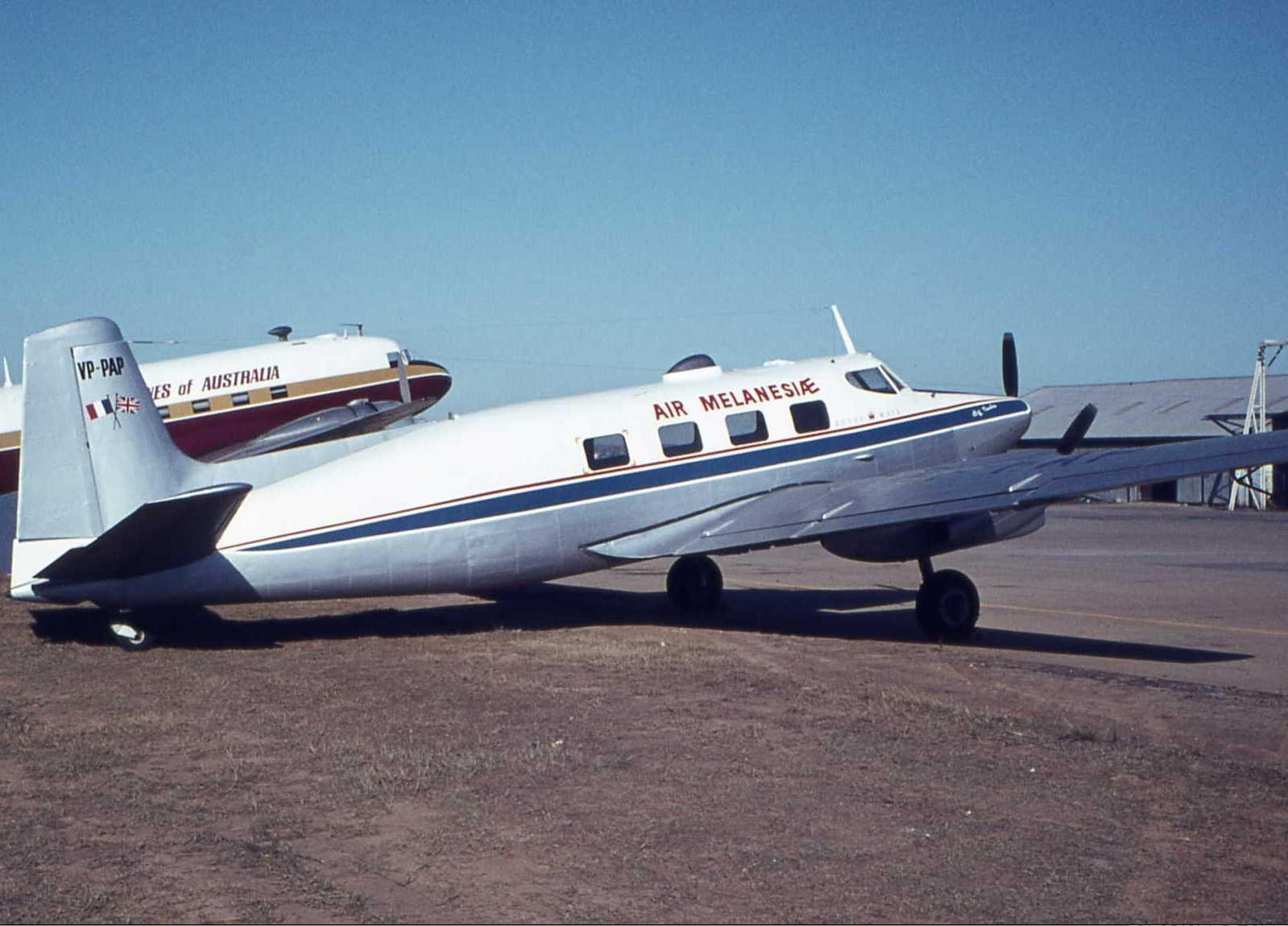
Avec le nom Air Melanesiæ.

Vanair Ltd est une compagnie aérienne du Vanuatu, basée à Port-Vila. Fondée en 1965, elle portait alors le nom d’Air Melanesiæ.

## Flotte
- ATR 42-320 (46 sièges)
- Twin Otters (Dash 6-100) - 20 sièges
- Islanders - 9 sièges

## Caractéristiques
Réseau : 29 destinations locales, sur 18 îles.
Opérations quotidiennes : de 6:30 à 19:30.
Personnel: 123 & 29 agents sur les îles.
Parts de marché en 2003 :
- 82 % local,
- Australie 11 %,
- Nouvelle-Calédonie 4 %,
- Nouvelle-Zélande 2 %,
- autre 1 %.

Agents en Australie : Coral Seas; DiveAventure & Talpacific

Principales destinations depuis Port-Vila : Santo & Tanna

Services: horaires des vols; vols Charter; Medivac; changements etc.